# 伏特加直通粉
伏特加直通粉（義大利語：Penne alla vodka，義大利語發音：[ˈpenːe alːa ˈvɔdka]）是一道使用伏特加制作的意大利食品，配料有奶油、洋葱等，有时也用香肠、意式烟肉和豌豆。20世纪80年代起，这道食品在意大利和美国流行开来，经常提供给迪斯科舞厅的顾客食用。直到今天，伏特加直通粉仍是美式意大利菜中不可或缺的部分。

## 起源
据考证，1974年意大利演员乌戈·托戈纳齐在自己的著作中介绍了一种面食，以500克直通粉、500克去皮的新鲜西红柿和少量伏特加以及辣椒果实、大蒜等制成。托戈纳齐在书中提到，如果选用波兰的伏特加，则不用辣椒。
有关伏特加直通粉的起源地有多种说法。一些人认为是意大利博洛尼亚的一家饭店发明的，一些料理历史学家声称是哥伦比亚大学毕业的詹姆斯·道提发明。威廉姆斯·索诺玛出版的的烹调书则认为是一家伏特加公司的罗马厨师为了在意大利宣传他们的产品而发明了这道菜。芭芭拉·卡夫卡在她的《食物朋友》中称，伏特加通心粉早在于美国流行之前就在意大利随处可见。
2016年10月，意大利甜食和通心粉协会发现了这道源自80年代的菜品，为纪念意大利和俄罗斯的历史关系而把它推上在莫斯科举行的第18届世界通心粉节。根据美国的研究，这一举动令伏特加直通粉一跃成为搜索引擎上热度第二高的通心粉食品。

## 组成

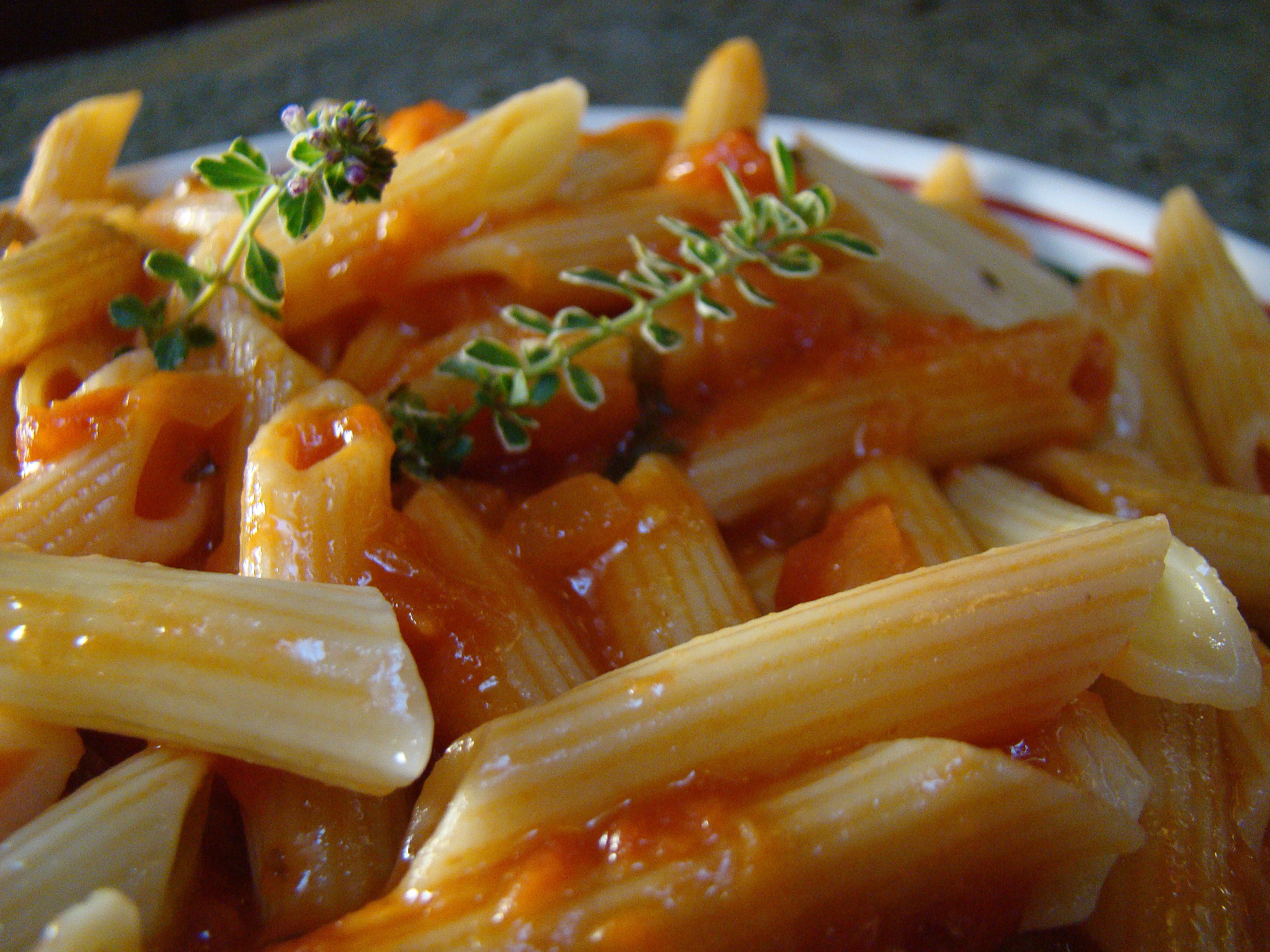
伏特加直通粉

伏特加通心粉经常和奶油汁、番茄酱一同食用，这种搭配在意大利食品中并不常见，因为番茄酱的酸性能够分解奶油中的油分。伏特加则促进水和脂质的溶解，起到乳浊液的作用。